# 루카 수치치
루카 수치치(크로아티아어: Luka Sučić, 2002년 9월 8일~)는 크로아티아의 축구 선수이다. 포지션은 미드필더이며, 현재 스페인 라리가의 레알 소시에다드에서 활약하고 있다.